# Campionato europeo femminile under 19 di pallavolo 2018
Il campionato europeo femminile under 19 di pallavolo 2018 si è svolto dal 1º al 9 settembre 2018 a Durazzo e Tirana, in Albania: al torneo hanno partecipato dodici squadre nazionali under 19 europee e la vittoria finale è andata per la settima volta all'Italia.

## Qualificazioni
Al torneo hanno partecipato la nazionale del paese organizzatore e undici nazionali qualificate tramite il torneo di qualificazione.

## Impianti
|                                                                                     |                                                                   |  |
|                                                                                     |                                                                   |  |
| Pallati i Sportit Dhimitraq Goga Città: Durazzo Capienza: 700 Anno d'apertura: 2018 | Parku Olimpik Città: Tirana Capienza: 1 200 Anno d'apertura: 2017 |  |

## Regolamento

### Formula
Le squadre hanno disputato una prima fase a gironi con formula del girone all'italiana; al termine della prima fase:
- Le prime due classificate di ogni girone hanno acceduto alla fase finale per il primo posto strutturata in semifinali, finale per il terzo posto e finale.
- La terza e la quarta classificata di ogni girone hanno acceduto alla fase finale per il quinto posto strutturata in semifinali, finale per il settimo posto e finale per il quinto posto.

### Criteri di classifica
Se il risultato finale è stato di 3-0 o 3-1 sono stati assegnati 3 punti alla squadra vincente e 0 a quella sconfitta, se il risultato finale è stato di 3-2 sono stati assegnati 2 punti alla squadra vincente e 1 a quella sconfitta.
L'ordine del posizionamento in classifica è stato definito in base a:
- Numero di partite vinte;
- Punti;
- Ratio dei set vinti/persi;
- Ratio dei punti realizzati/subiti;
- Risultati degli scontri diretti.

## Squadre partecipanti
| Squadra     | Qualificazione                            | Ultima partecipazione        |
| ----------- | ----------------------------------------- | ---------------------------- |
| Albania     | Paese organizzatore                       | Debutto                      |
| Bielorussia | 1ª al torneo di qualificazione (girone H) | / Slovacchia e Ungheria 2016 |
| Bulgaria    | 1ª al torneo di qualificazione (girone D) | / Slovacchia e Ungheria 2016 |
| Francia     | 1ª al torneo di qualificazione (girone F) | / Slovacchia e Ungheria 2016 |
| Germania    | 2ª al torneo di qualificazione (girone H) | / Slovacchia e Ungheria 2016 |
| Italia      | 1ª al torneo di qualificazione (girone C) | / Slovacchia e Ungheria 2016 |
| Paesi Bassi | 2ª al torneo di qualificazione (girone I) | / Estonia e Finlandia 2014   |
| Polonia     | 1ª al torneo di qualificazione (girone G) | Turchia 2012                 |
| Russia      | 1ª al torneo di qualificazione (girone B) | / Slovacchia e Ungheria 2016 |
| Serbia      | 1ª al torneo di qualificazione (girone A) | / Slovacchia e Ungheria 2016 |
| Slovacchia  | 1ª al torneo di qualificazione (girone I) | / Slovacchia e Ungheria 2016 |
| Turchia     | 1ª al torneo di qualificazione (girone E) | / Slovacchia e Ungheria 2016 |

## Torneo

### Fase a gironi
| Girone I    | Girone II  |
| ----------- | ---------- |
| Albania     | Francia    |
| Bielorussia | Germania   |
| Bulgaria    | Serbia     |
| Paesi Bassi | Slovacchia |
| Italia      | Russia     |
| Polonia     | Turchia    |

#### Girone I

##### Risultati
| 1º settembre 2018 Pallati i Sportit Dhimitraq Goga, Durazzo Durata: 1h:04 - Spettatori: 100 | Albania     | 0 - 3 | Paesi Bassi | 11-25, 13-25, 15-25        |
| 1º settembre 2018 Pallati i Sportit Dhimitraq Goga, Durazzo Durata: 1h:21 - Spettatori: 100 | Polonia     | 3 - 0 | Bulgaria    | 25-23, 25-18, 25-22        |
| 1º settembre 2018 Pallati i Sportit Dhimitraq Goga, Durazzo Durata: 1h:55 - Spettatori: 100 | Bielorussia | 1 - 3 | Italia      | 17-25, 20-25, 25-20, 18-25 |
| 2 settembre 2018 Pallati i Sportit Dhimitraq Goga, Durazzo Durata: 1h:40 - Spettatori: 100  | Paesi Bassi | 3 - 1 | Bulgaria    | 25-16, 25-22, 22-25, 25-23 |
| 2 settembre 2018 Pallati i Sportit Dhimitraq Goga, Durazzo Durata: 1h:17 - Spettatori: 100  | Albania     | 0 - 3 | Bielorussia | 15-25, 21-25, 13-25        |
| 2 settembre 2018 Pallati i Sportit Dhimitraq Goga, Durazzo Durata: 1h:23 - Spettatori: 100  | Italia      | 3 - 0 | Polonia     | 25-21, 29-27, 25-12        |
| 3 settembre 2018 Pallati i Sportit Dhimitraq Goga, Durazzo Durata: 1h:24 - Spettatori: 100  | Bielorussia | 3 - 0 | Paesi Bassi | 25-16, 25-22, 26-24        |
| 3 settembre 2018 Pallati i Sportit Dhimitraq Goga, Durazzo Durata: 1h:04 - Spettatori: 50   | Polonia     | 3 - 0 | Albania     | 25-13, 25-6, 25-9          |
| 3 settembre 2018 Pallati i Sportit Dhimitraq Goga, Durazzo Durata: 1h:37 - Spettatori: 70   | Bulgaria    | 1 - 3 | Italia      | 11-25, 25-19, 20-25, 20-25 |
| 5 settembre 2018 Pallati i Sportit Dhimitraq Goga, Durazzo Durata: 1h:26 - Spettatori: 50   | Bielorussia | 0 - 3 | Polonia     | 23-25, 15-25, 19-25        |
| 5 settembre 2018 Pallati i Sportit Dhimitraq Goga, Durazzo Durata: 1h:13 - Spettatori: 80   | Albania     | 0 - 3 | Bulgaria    | 19-25, 18-25, 21-25        |
| 5 settembre 2018 Pallati i Sportit Dhimitraq Goga, Durazzo Durata: 1h:21 - Spettatori: 100  | Paesi Bassi | 0 - 3 | Italia      | 21-25, 19-25, 25-27        |
| 6 settembre 2018 Pallati i Sportit Dhimitraq Goga, Durazzo Durata: 1h:38 - Spettatori: 50   | Bulgaria    | 1 - 3 | Bielorussia | 20-25, 16-25, 25-22, 15-25 |
| 6 settembre 2018 Pallati i Sportit Dhimitraq Goga, Durazzo Durata: 1h:06 - Spettatori: 100  | Italia      | 3 - 0 | Albania     | 25-13, 25-14, 25-19        |
| 6 settembre 2018 Pallati i Sportit Dhimitraq Goga, Durazzo Durata: 1h:04 - Spettatori: 80   | Polonia     | 3 - 0 | Paesi Bassi | 25-14, 25-12, 25-18        |

##### Classifica
| Pos | Squadra     | Pt | G | V | P | SV | SP | Ratio | PF  | PS  | Ratio |
| --- | ----------- | -- | - | - | - | -- | -- | ----- | --- | --- | ----- |
| 1   | Italia      | 15 | 5 | 5 | 0 | 15 | 2  | 7.500 | 420 | 327 | 1.284 |
| 2   | Polonia     | 12 | 5 | 4 | 1 | 12 | 3  | 4.000 | 360 | 271 | 1.328 |
| 3   | Bielorussia | 9  | 5 | 3 | 2 | 10 | 7  | 1.429 | 385 | 357 | 1.078 |
| 4   | Paesi Bassi | 6  | 5 | 2 | 3 | 6  | 10 | 0.600 | 343 | 353 | 0.972 |
| 5   | Bulgaria    | 3  | 5 | 1 | 4 | 6  | 12 | 0.500 | 376 | 421 | 0.893 |
| 6   | Albania     | 0  | 5 | 0 | 5 | 0  | 15 | 0.000 | 220 | 375 | 0.587 |

#### Girone II

##### Risultati
| 1º settembre 2018 Parku Olimpik, Tirana Durata: 2h:10 - Spettatori: 93 | Turchia    | 2 - 3 | Germania   | 22-25, 21-25, 25-22, 25-23, 10-15 |
| 1º settembre 2018 Parku Olimpik, Tirana Durata: 1h:22 - Spettatori: 75 | Russia     | 3 - 0 | Serbia     | 26-24, 25-21, 25-17               |
| 1º settembre 2018 Parku Olimpik, Tirana Durata: 1h:36 - Spettatori: 80 | Slovacchia | 3 - 1 | Francia    | 25-12, 25-14, 12-25, 25-21        |
| 2 settembre 2018 Parku Olimpik, Tirana Durata: 1h:47 - Spettatori: 50  | Germania   | 1 - 3 | Serbia     | 16-25, 25-14, 19-25, 23-25        |
| 2 settembre 2018 Parku Olimpik, Tirana Durata: 1h:28 - Spettatori: 90  | Turchia    | 3 - 0 | Slovacchia | 25-11, 25-17, 28-26               |
| 2 settembre 2018 Parku Olimpik, Tirana Durata: 1h:47 - Spettatori: 80  | Francia    | 1 - 3 | Russia     | 25-23, 20-25, 21-25, 12-25        |
| 3 settembre 2018 Parku Olimpik, Tirana Durata: 1h:08 - Spettatori: 60  | Slovacchia | 0 - 3 | Germania   | 14-25, 17-25, 14-25               |
| 3 settembre 2018 Parku Olimpik, Tirana Durata: 1h:44 - Spettatori: 90  | Russia     | 3 - 1 | Turchia    | 25-23, 25-12, 16-25, 25-20        |
| 3 settembre 2018 Parku Olimpik, Tirana Durata: 1h:14 - Spettatori: 81  | Serbia     | 3 - 0 | Francia    | 25-20, 25-11, 25-20               |
| 5 settembre 2018 Parku Olimpik, Tirana Durata: 1h:09 - Spettatori: 50  | Slovacchia | 0 - 3 | Russia     | 19-25, 12-25, 12-25               |
| 5 settembre 2018 Parku Olimpik, Tirana Durata: 1h:47 - Spettatori: 90  | Turchia    | 3 - 1 | Serbia     | 22-25, 25-17, 25-21, 25-21        |
| 5 settembre 2018 Parku Olimpik, Tirana Durata: 1h:54 - Spettatori: 100 | Germania   | 3 - 2 | Francia    | 25-19, 20-25, 25-14, 19-25, 15-12 |
| 6 settembre 2018 Parku Olimpik, Tirana Durata: 1h:18 - Spettatori: 60  | Serbia     | 3 - 0 | Slovacchia | 25-16, 25-19, 27-25               |
| 6 settembre 2018 Parku Olimpik, Tirana Durata: 1h:15 - Spettatori: 80  | Francia    | 0 - 3 | Turchia    | 20-25, 18-25, 17-25               |
| 6 settembre 2018 Parku Olimpik, Tirana Durata: 1h:03 - Spettatori: 90  | Russia     | 3 - 0 | Germania   | 25-16, 25-19, 25-14               |

##### Classifica
| Pos | Squadra    | Pt | G | V | P | SV | SP | Ratio | PF  | PS  | Ratio |
| --- | ---------- | -- | - | - | - | -- | -- | ----- | --- | --- | ----- |
| 1   | Russia     | 15 | 5 | 5 | 0 | 15 | 2  | 7.500 | 415 | 312 | 1.330 |
| 2   | Turchia    | 10 | 5 | 3 | 2 | 12 | 7  | 1.714 | 433 | 394 | 1.099 |
| 3   | Serbia     | 9  | 5 | 3 | 2 | 10 | 7  | 1.429 | 387 | 367 | 1.054 |
| 4   | Germania   | 7  | 5 | 3 | 2 | 10 | 10 | 1.000 | 421 | 407 | 1.034 |
| 5   | Slovacchia | 3  | 5 | 1 | 4 | 3  | 13 | 0.231 | 289 | 377 | 0.767 |
| 6   | Francia    | 1  | 5 | 0 | 5 | 4  | 15 | 0.267 | 351 | 439 | 0.800 |

### Fase finale

#### Finali 1º e 3º posto
|  | Semifinali | Semifinali | Semifinali |        |        | Finale 1º/2º posto | Finale 1º/2º posto | Finale 1º/2º posto |  |
|  |            |            |            |        |        |                    |                    |                    |  |
|  | Italia     | Italia     | 3          |        |        |                    |                    |                    |  |
|  | Italia     | Italia     | 3          |        |        |                    |                    |                    |  |
|  | Turchia    | Turchia    | 1          |        |        |                    |                    |                    |  |
|  | Turchia    | Turchia    | 1          |        | Italia | Italia             | 3                  |                    |  |
|  |            |            |            |        | Italia | Italia             | 3                  |                    |  |
|  |            |            | Russia     | Russia | 2      |                    |                    |                    |  |
|  | Russia     | Russia     | Russia     | Russia | 2      | 3                  |                    |                    |  |
|  | Russia     | Russia     |            |        |        | 3                  |                    |                    |  |
|  | Polonia    | Polonia    | 2          |        |        | Finale 3º/4º posto | Finale 3º/4º posto | Finale 3º/4º posto |  |
|  | Polonia    | Polonia    | 2          |        |        |                    |                    |                    |  |
|  |            |            |            |        |        |                    |                    |                    |  |
|  |            |            |            |        |        | Turchia            | Turchia            | 2                  |  |
|  |            |            |            |        |        | Turchia            | Turchia            | 2                  |  |
|  |            |            |            |        |        | Polonia            | Polonia            | 3                  |  |

##### Semifinali
| 8 settembre 2018 Parku Olimpik, Tirana Durata: 1h:35 - Spettatori: 100 | Italia | 3 - 1 | Turchia | 25-15, 10-25, 25-22, 25-22        |
| 8 settembre 2018 Parku Olimpik, Tirana Durata: 2h:10 - Spettatori: 150 | Russia | 3 - 2 | Polonia | 19-25, 25-19, 25-22, 19-25, 17-15 |

##### Finale 3º posto
| 9 settembre 2018 Parku Olimpik, Tirana Durata: 1h:52 - Spettatori: 110 | Turchia | 2 - 3 | Polonia | 21-25, 25-17, 25-15, 20-25, 12-15 |

##### Finale
| 9 settembre 2018 Parku Olimpik, Tirana Durata: 2h:10 - Spettatori: 900 | Italia | 3 - 2 | Russia | 24-26, 18-25, 26-24, 25-22, 15-9 |

#### Finali 5º e 7º posto
|  | Semifinali  | Semifinali  | Semifinali |        |          | Finale 5º/6º posto | Finale 5º/6º posto | Finale 5º/6º posto |  |
|  |             |             |            |        |          |                    |                    |                    |  |
|  | Bielorussia | Bielorussia | 1          |        |          |                    |                    |                    |  |
|  | Bielorussia | Bielorussia | 1          |        |          |                    |                    |                    |  |
|  | Germania    | Germania    | 3          |        |          |                    |                    |                    |  |
|  | Germania    | Germania    | 3          |        | Germania | Germania           | 1                  |                    |  |
|  |             |             |            |        | Germania | Germania           | 1                  |                    |  |
|  |             |             | Serbia     | Serbia | 3        |                    |                    |                    |  |
|  | Paesi Bassi | Paesi Bassi | Serbia     | Serbia | 3        | 1                  |                    |                    |  |
|  | Paesi Bassi | Paesi Bassi |            |        |          | 1                  |                    |                    |  |
|  | Serbia      | Serbia      | 3          |        |          | Finale 7º/8º posto | Finale 7º/8º posto | Finale 7º/8º posto |  |
|  | Serbia      | Serbia      | 3          |        |          |                    |                    |                    |  |
|  |             |             |            |        |          |                    |                    |                    |  |
|  |             |             |            |        |          | Bielorussia        | Bielorussia        | 2                  |  |
|  |             |             |            |        |          | Bielorussia        | Bielorussia        | 2                  |  |
|  |             |             |            |        |          | Paesi Bassi        | Paesi Bassi        | 3                  |  |

##### Semifinali
| 8 settembre 2018 Pallati i Sportit Dhimitraq Goga, Durazzo Durata: 1h:37 - Spettatori: 50 | Bielorussia | 1 - 3 | Germania | 18-25, 19-25, 25-16, 20-25 |
| 8 settembre 2018 Pallati i Sportit Dhimitraq Goga, Durazzo Durata: 1h:32 - Spettatori: 50 | Paesi Bassi | 1 - 3 | Serbia   | 19-25, 18-25, 26-24, 14-25 |

##### Finale 7º posto
| 9 settembre 2018 Pallati i Sportit Dhimitraq Goga, Durazzo Durata: 1h:56 - Spettatori: 50 | Bielorussia | 2 - 3 | Paesi Bassi | 17-25, 25-18, 25-20, 16-25, 8-15 |

##### Finale 5º posto
| 9 settembre 2018 Pallati i Sportit Dhimitraq Goga, Durazzo Durata: 1h:45 - Spettatori: 20 | Germania | 1 - 3 | Serbia | 23-25, 25-18, 22-25, 16-25 |

## Podio

### Campione
Formazione: 1 Loveth Omoruyi, 2 Valeria Battista, 4 Benedetta Sartori, 6 Sarah Fahr, 8 Jessica Joly, 9 Fatim Kone, 13 Alessia Populini, 14 Sara Panetoni, 15 Adhuoljok Malual, 16 Francesca Scola, 17 Alice Tanasea, 18 Rachele Morello, CT: Massimo Bellano

### Secondo posto
Formazione: 1 Varvara Šepeleva, 2 Tat'jana Kadočkina, 3 Aleksandra Borisova, 4 Polina Matveeva, 5 Viktorija Pušina, 7 Ol'ga Zvereva, 8 Ekaterina Pipunyrova, 10 Veronika Rasputnaja, 11 Julija Brovkina, 12 Irina Soboleva, 15 Valerija Ševčuk, 18 Oksana Jakušina, CT: Aleksandr Karikov

### Terzo posto
Formazione: 2 Monika Jagła, 3 Magdalena Stysiak, 4 Julia Szczurowska, 5 Weronika Centka, 6 Natalia Ciesielska, 8 Zuzanna Górecka, 9 Paulina Damaske, 12 Oliwia Bałuk, 13 Klaudia Laskowska, 14 Paulina Zaborowska, 17 Karolina Garstka, 18 Aleksandra Gryka, CT: Waldemar Kawka

## Classifica finale
| Pos     | Squadra     | Qualificazione                    |
| ------- | ----------- | --------------------------------- |
| Oro     | Italia      | Campionato mondiale under 20 2019 |
| Argento | Russia      | Campionato mondiale under 20 2019 |
| Bronzo  | Polonia     |                                   |
| 4       | Turchia     |                                   |
| 5       | Serbia      |                                   |
| 6       | Germania    |                                   |
| 7       | Paesi Bassi |                                   |
| 8       | Bielorussia |                                   |
| 9       | Bulgaria    |                                   |
| 10      | Slovacchia  |                                   |
| 11      | Francia     |                                   |
| 12      | Albania     |                                   |

## Premi individuali
| Premio                 | Nome              | Squadra |
| ---------------------- | ----------------- | ------- |
| MVP                    | Valeria Battista  | Italia  |
| Miglior palleggiatrice | Polina Matveeva   | Russia  |
| Miglior opposto        | Magdalena Stysiak | Polonia |
| Miglior schiacciatrice | Oliwia Baluk      | Polonia |
| Miglior schiacciatrice | Derya Cebecioğlu  | Turchia |
| Miglior centrale       | Viktorija Pušina  | Russia  |
| Miglior centrale       | Sarah Fahr        | Italia  |
| Miglior libero         | Sara Panetoni     | Italia  |